# Pedro Pires
Pedro de Verona Rodrigues Pires (29 de abril de 1934 -) fue el presidente socialista de Cabo Verde desde marzo de 2001 hasta septiembre de 2011, reemplazando a António Mascarenhas Monteiro.
Antes de convertirse en presidente, había sido primer ministro de Cabo Verde, y lideró al país entre 1975 a 1991, cuando fue derrotado en las primeras elecciones multipartidistas del país.
Contrajo matrimonio con Adélcia Barreto Pires y son padres de dos hijas, Sara e Indira.

## Biografía
Pires nació en un pequeño pueblo en Fogo, Cabo Verde, de Luís Rodrigues Pires y su esposa Maria Fidalga Lopes. Más tarde, estudió en el Liceu Gil Eanes y en la Escola Jorge Barbosa en Mindelo durante la década de 1950 y luego en el extranjero en la Universidad de Lisboa en Portugal en la Facultad de Ciencias . Huyó a Conakri en 1962, luego a Ghana y luego se dirigió a Argelia; Se formó en Cuba, la Unión Soviética y Guinea-Bissau. Asistió al Segundo Congreso PAIGC en 1973. Antes de la independencia, regresó a Praia, Cabo Verde en un barco militar portugués el 13 de octubre de 1974.
Tres días después de que el país se independizara en 1975, se convirtió en el primer primer ministro de Cabo Verde; La nación en ese momento era un estado de partido único bajo el gobierno del Partido Africano para la Independencia de Cabo Verde (PAICV). Se opuso al apartheid en Sudáfrica y se opuso a la intervención extranjera en África. Del 20 al 22 de octubre de 1980, visitó París. Visitó esa ciudad nuevamente en 1989 y se reunió con el primer ministro francés, Michel Rocard, el 11 de mayo de 1989.
Después de que el fallo PAICV decidiera instituir una democracia multipartidista en febrero de 1990, Pires reemplazó al presidente Aristides Pereira como secretario general de PAICV en agosto de 1990. El PAICV perdió las elecciones parlamentarias y presidenciales multipartidarias celebradas a principios de 1991 y se dejó en la oposición.